# Haus der Sowjets (Sankt Petersburg)
Das Haus der Sowjets ist ein im Stil des Sozialistischen Realismus bzw. Sozialistischen Klassizismus zwischen 1936 und 1941 in Leningrad entstandenes Gebäude. Es nimmt insgesamt eine Fläche von 52 600 m² ein. Das Haus der Sowjets liegt am Moskauer Platz, dem bis heute größten Platz der Stadt. Seine Errichtung war Teil des Leningrader Generalplans von 1935, dem zufolge das Zentrum der Stadt hierher verlegt werden sollte. Das Haus der Sowjets sollte die Stadtregierung Leningrads beherbergen. Da der Generalplan wegen des Ausbruchs des Zweiten Weltkriegs nur teilweise umgesetzt und dann aufgegeben wurde, hat bis heute nur die Stadtteilverwaltung des Moskowski Rajon hier ihren Sitz.
Architekt des Hauses der Sowjets ist Noi Trotzki. Seine Fassadengestaltung wiederholt diejenige der von Peter Behrens 1911–1913 in Sankt Petersburg erbauten Deutschen Botschaft in vergrößertem Maßstab (Kolossalordnung, Skulpturen auf der Mitte der Attika, horizontaler oberer Abschluss), entfernt sich aber von der funktionalistischen Form des Vorbildes durch eine Anreicherung mit dekorativen Elementen im Sinne der stalinistischen Kunstdoktrin. Das Denkmal Lenins (geb. 1870) auf dem Platz vor dem Gebäude wurde 1970 errichtet.

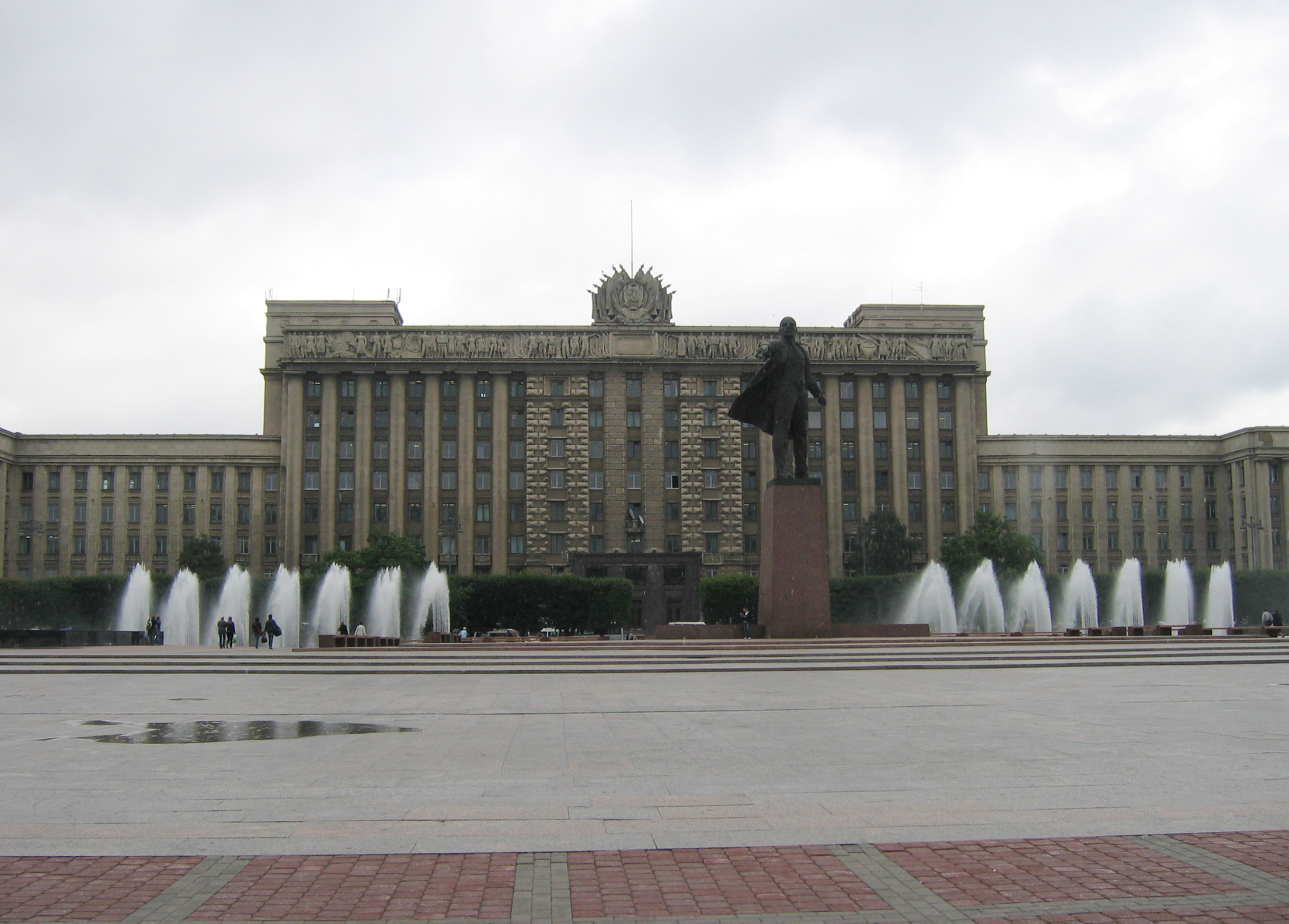
Haus der Sowjets mit Lenin-Statue im Vordergrund
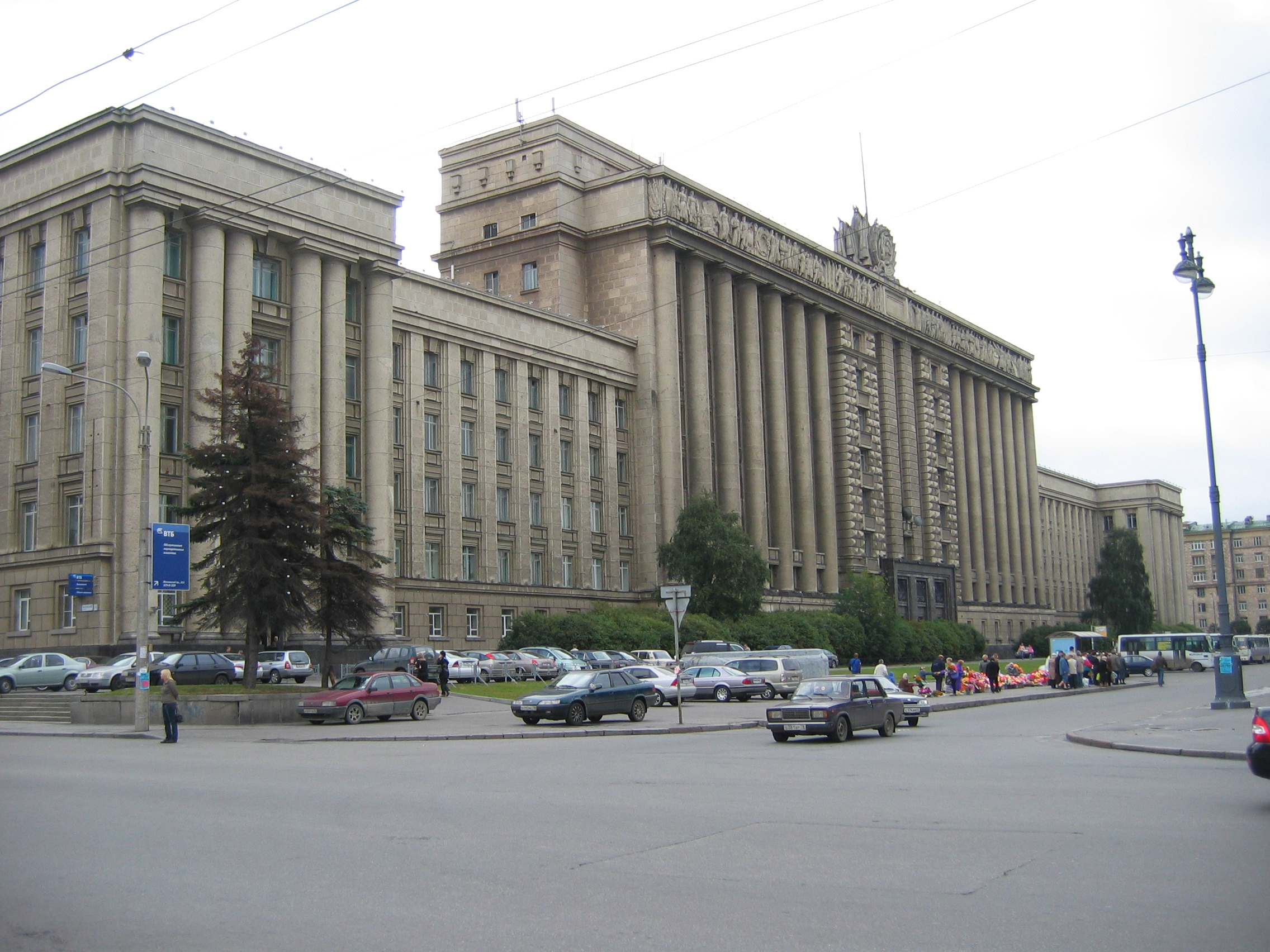
Seitenansicht des Gebäudeensembles des Hauses der Sowjets